# Schoolly D

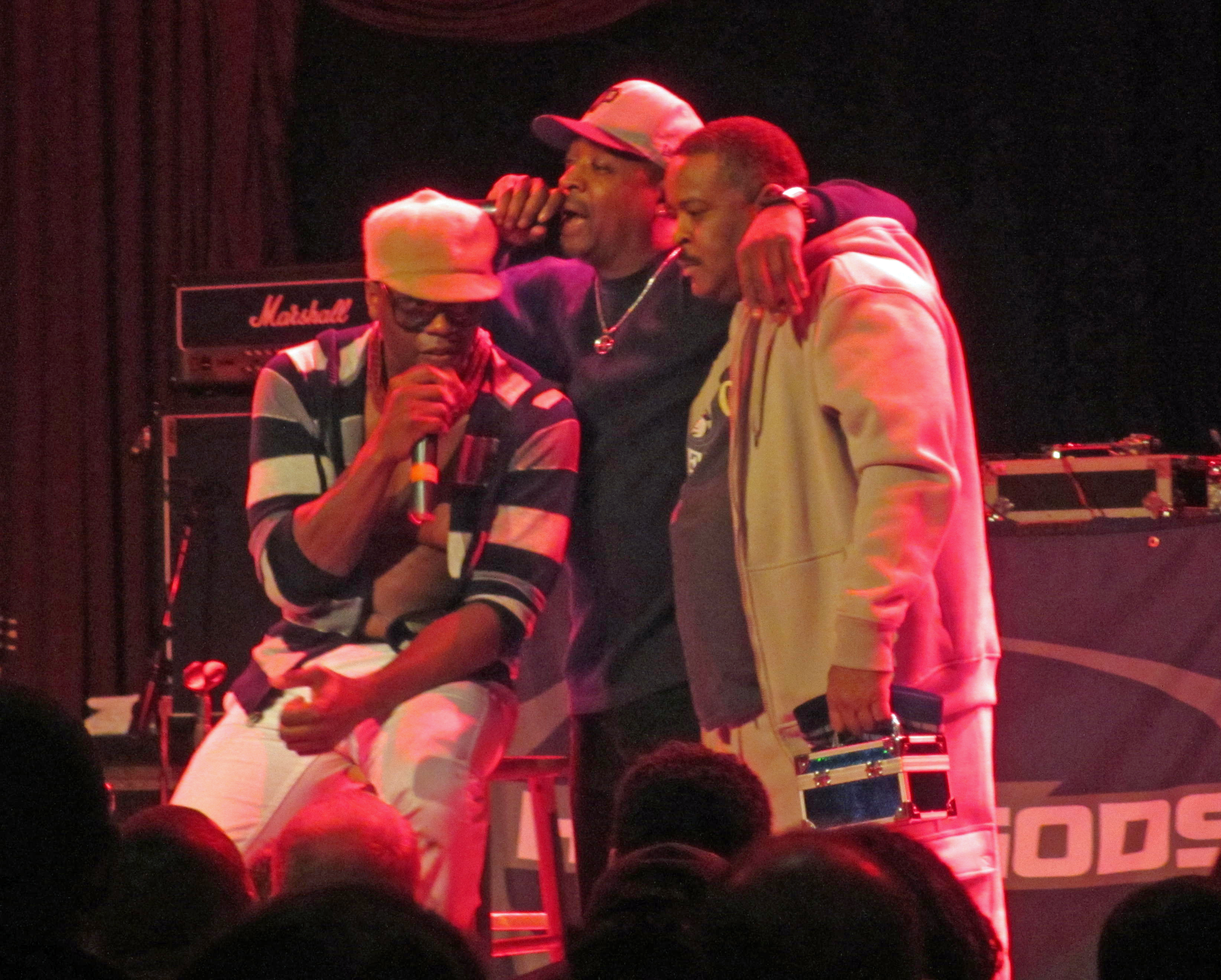
Schooly D amb Chuck D a The House of Blues, a Chicago.

Jesse B. Weaver, Jr., conegut pel seu nom artístic Schoolly D (Filadèlfia, Pennsilvània, 22 de juny de 1962) és un raper i actor nord-americà.

## Biografia
Schoolly D es va associar amb DJ Code Money a mitjan anys 80. Les seves lletres reflecteixen el realisme urbà, la violència i el sexe, fent de Schoolly D un dels primers rapers gangsta. També va participar en el documental Big Fun In The Big Town de 1986. Posteriorment va adoptar un estil d'afrocentrisme, que va portar la cultura afroamericana al hip-hop al costat de rapers com KRS-One.
El cineasta Abel Ferrara va fer servir música d'aquest raper en dues de les seves pel·lícules de culte, El rei de Nova York (1990) i El tinent corrupte (1992).

## Discografia

### Albums d'estudi
- 1985 : Schoolly D
- 1987 : Saturday Night! – The Album
- 1988 : Smoke Some Kill
- 1989 : Am I Black Enough for You?
- 1991 : How a Black Man Feels
- 1994 : Welcome to America
- 1995 : Reservoir Dog
- 2000 : Funk 'n Pussy
- 2010 : International Supersport

### Recopilatoris
- 1987 : The Adventures of Schoolly D
- 1995 : The Jive Collection, Volume 3
- 1996 : A Gangster's Story: 1984–1996
- 1999 : The Collection
- 1999 : Say It Loud, I Love Rap and I'm Proud
- 2003 : Best of Schoolly D